# Mesosa seminivea
Mesosa seminivea là một loài bọ cánh cứng trong họ Cerambycidae.